# Jean-Louis Loday
Jean-Louis Loday (12 janvier 1946 – 6 juin 2012) est un mathématicien français,
ancien élève du lycée Louis-le-Grand, de l’École normale supérieure de la rue d'Ulm (1965), agrégé de mathématiques et docteur ès sciences (sous la direction de Max Karoubi), directeur de recherche au CNRS, membre de l'IRMA de Strasbourg.

## Travaux
Son travail de recherche porte sur la topologie algébrique (K-théorie algébrique), la géométrie non commutative (homologie cyclique), l'algèbre (théorie des opérades). Il a découvert les notions d'algèbres de Leibniz (appelées parfois algèbres de Loday), d'algèbres de Zinbiel et d'algèbres dendriformes. Il a donné une construction simple du polytope de Stasheff (associaèdre).
Il a publié, en mathématiques, plus de 70 articles de recherche et deux livres, l'un sur l'homologie cyclique et l'autre sur les opérades algébriques.

## Prix et distinctions
- Primé au concours général de mathématiques (1963)
- Prix Francœur de l'Académie des sciences (1987)

## Publications
- (en) Jean-Louis Loday, Cyclic Homology[2], Springer, coll. « Grund. der math. Wiss. » (no 301), 1992. Seconde édition (avec un chapitre supplémentaire) 1998 (513 p.)
- (en) Jean-Louis Loday et Bruno Vallette, Algebraic Operads[3], Springer, coll. « Grund. der math. Wiss. » (no 346), 2012, xviii+512